# 彩花珉
彩花珉（1969年2月3日—）是日本漫画家。石川县七尾市出身。
出道作品是1991年在集英社（Ribon）秋季大增刊号发表的《我们是高校学生》（『われらハイスクールヒーロー』）。代表作是连载于月刊《Ribon》上的《小紅帽恰恰》（『赤ずきんチャチャ』），讲述的是修行中的小魔法使恰恰和她的朋友之间发生的故事，是一部色调明快的作品，電視动画化后大受欢迎。她的作品的独特之處，是有很多高張力的笑料。

## 簡歷
- 1991年 - 出道作品《我们是高校学生》發表。
- 1992年 - 《Ribon》開始連載《小紅帽恰恰》。
- 1994年 - 《小紅帽恰恰》電視動畫在東京電視台系開始播放。
- 2000年 - 《Ribon》8月号刊載了《小紅帽恰恰》第94回，即最終回。